# Peder Otto Rosenørn (1708-1751)
 Der er flere personer med dette navn, se Peder Otto Rosenørn (1778-1828).
Peder Otto Rosenørn (født 24. juni 1708 på Tvilumgård, død 7. februar 1751) var en dansk amtmand.
Han var søn af Mathias Rosenørn og Antoinette Augusta Friis og tog på en studierejse, der 1726 førte ham til Utrecht, hjem igen 1727, blev immatrikuleret 1728 i Halle, herfra i september 1730 til Frankrig, England, Braband og forskellige hoffer i Tyskland. Rosenørn blev hjemkaldt 1731 og blev 1734 kammerjunker hos kongen, 1736 assessor i Højesteret. Fra 10. juni 1738 til sin død var han amtmand over Nykøbing Amt. Han blev virkelig etatsråd 1738 og konferensråd 1744.
7. juni 1740 ægtede han Eva Margrethe Grüner (12. september 1721 i København – 30. januar 1760 på Jerstrup), datter af Gustav Grüner og Sophie Amalie Vind.
.